# Xbox Cloud Gaming
Xbox Cloud Gaming (anunciado inicialmente como Project xCloud) es el título provisional del servicio de juegos en la nube Xbox de Microsoft. La beta fue lanzada en noviembre de 2019 y se lanzó el 15 de septiembre de 2020 para suscriptores de Xbox Game Pass Ultimate.

## Desarrollo

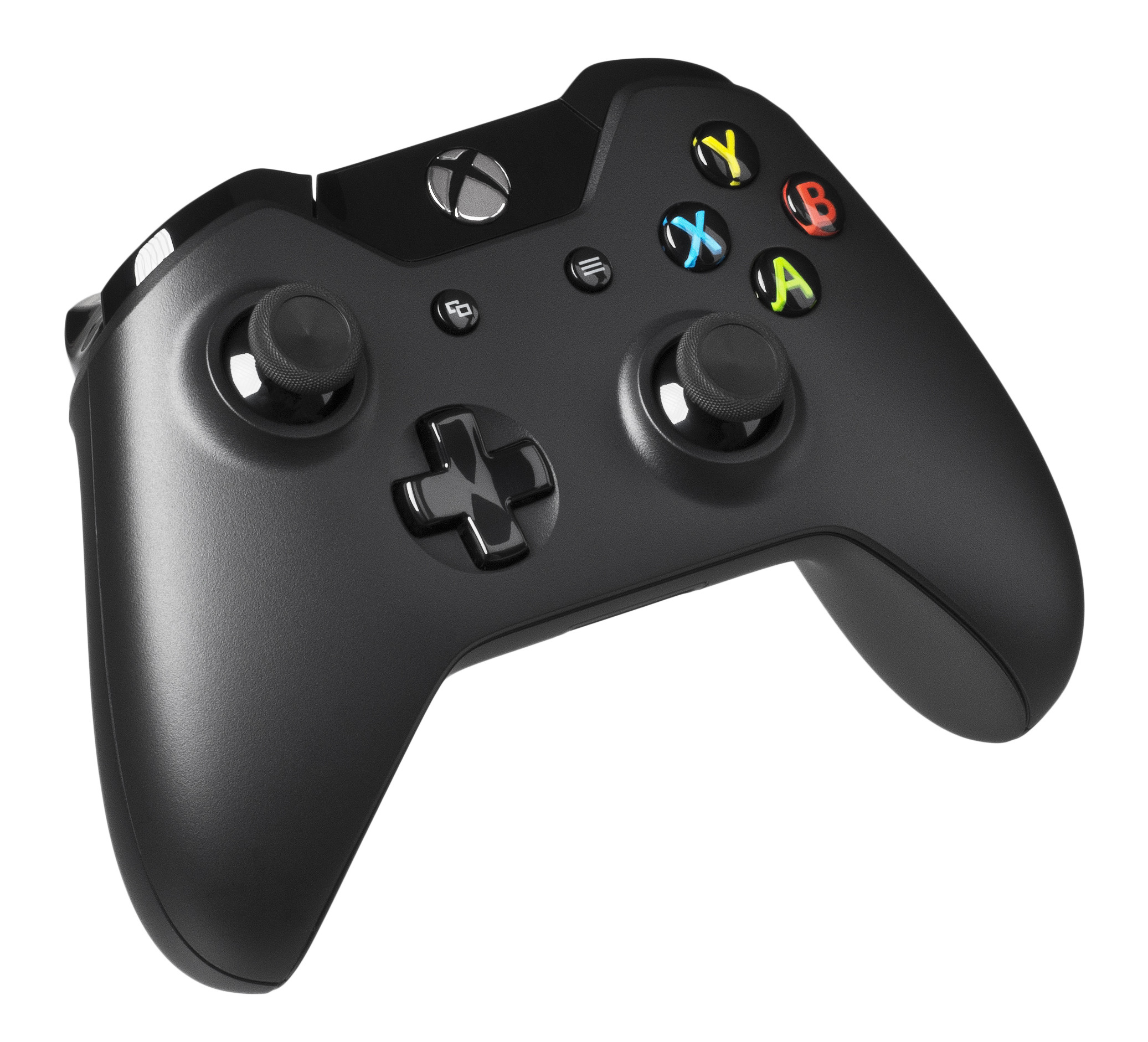
Xbox Wireless Controller

Microsoft mostró un adelanto del servicio en el E3 2018 y anunció formalmente Project xCloud varios meses después, en octubre de 2018. Demostraron el servicio en marzo de 2019 con el juego de carreras Forza Horizon 4 en un teléfono inteligente Android con un controlador Xbox One. El director de Xbox, Phil Spencer, usó un servidor privado durante ese tiempo para probar juegos en una conexión remota. El servicio entró en su fase de prueba en hogares en mayo de 2019, cuando podría usarse fuera del entorno de laboratorio. Está programado para pruebas públicas a finales de año y una presentación en el E3 2019.
xCloud se ejecuta a través de los 54 centros de computación en la nube de Azure de Microsoft, alojados en 140 países. El servicio está diseñado para funcionar con teléfonos, ya sea con controles de pantalla táctil o un controlador Xbox a través de Bluetooth. Microsoft dijo que su biblioteca de contenido de Xbox hará que su servicio sea más atractivo que el de competidores como Stadia. El hardware en el lanzamiento estaba basado en servidores blade Xbox One S, pero se espera que haga la transición a los servidores Xbox Series X para 2021; La compatibilidad con versiones anteriores de Xbox Series X permitirá que xCloud retenga la biblioteca existente de juegos de Xbox mientras agrega nuevos juegos de Xbox Series X.
Las pruebas del servicio comenzaron en octubre de 2019 y, en noviembre de 2019, el servicio albergaba 50 juegos, con soporte en pruebas para dispositivos móviles iOS de Apple Inc. y para los controladores DualShock de Sony Interactive Entertainment.
El 12 de febrero de 2020, Project xCloud se lanzó en el sistema operativo móvil de Apple en una versión preliminar.
El 5 de mayo de 2020, Project xCloud llegó a España (Europa) en vista previa.
Microsoft lanzó xCloud en 21 países de América del Norte y Europa, así como en Corea del Sur, el 15 de septiembre de 2020 para dispositivos Android seleccionados, con soporte para más de 150 juegos en el momento del lanzamiento. El servicio xCloud se incluye de forma gratuita dentro de la suscripción a Xbox Game Pass Ultimate.
Si bien Microsoft había planeado lanzar xCloud para dispositivos iOS, la compañía detuvo las pruebas de iOS en agosto de 2020, afirmando que las políticas de la App Store de Apple limitaban la funcionalidad que podían proporcionar para el servicio. Apple aclaró que los servicios de transmisión en la nube como xCloud permiten a Microsoft lanzar juegos en la plataforma iOS que omiten las verificaciones normales que Apple realiza para otras aplicaciones y, por lo tanto, se negó a permitir la aplicación en la plataforma. Sin embargo, en septiembre de 2020, Apple modificó sus reglas que permitían que xCloud y otras aplicaciones de juegos en la nube funcionaran en iOS, con restricciones de que cada juego debe ofrecerse como una descarga individual en la tienda de iOS que el usuario debe usar antes de jugar, a través de aplicaciones de catálogo, como parte del servicio, puede enumerar y vincular a estos juegos. Microsoft respondió negativamente a este cambio, afirmando que "Esta sigue siendo una mala experiencia para los clientes. Los jugadores quieren saltar directamente a un juego desde su catálogo seleccionado dentro de una aplicación, como lo hacen con las películas o las canciones, y no verse obligados a descargar más de 100 aplicaciones para jugar juegos individuales desde la nube. Estamos comprometidos a poner a los jugadores en el centro de todo lo que hacemos, y brindar una gran experiencia es fundamental para esa misión."